# تندیس اتحاد
تندیس اتحاد (به انگلیسی: Statue of Unity) با ارتفاع ۱۸۲ متر (۵۹۷ فوت) بلندترین تندیس جهان است. این مجسمه به افتخار والابای پاتل یکی از پدران بنیان‌گذار هند ساخته شده‌است. این تندیس عظیم در جزیره‌ای در رودخانه، رو به سد نارمادا در نزدیکی راجپیپلا در ایالت گجرات هند واقع است.
سردار والابای پاتل به عنوان «مرد آهنین هند» شناخته می‌شود. او یک رزمنده راه آزادی، فرمانده ارشد و یکی از بنیانگذاران جمهوری هند بود. والابای پاتل در جریان استقلال هند، نقش بزرگی در اتحاد ۵۰۰ ایالت خودمختار و تشکیل کشور هند داشته و سپس به عنوان اولین قائم مقام نخست‌وزیر کشور هند به ایفای نقش پرداخت.
این تندیس با پایه آن ۲۴۰ متر ارتفاع دارد و با ترکیبی از فولاد و برنز ساخته شده‌است. این مجسمه دو برابر مجسمه آزادی در آمریکا ارتفاع دارد و پیش از آن عنوان بلندترین مجسمه جهان به مجسمه ۱۵۳ متری تندیس بهار معبد بودا واقع در معبد بهاری چین تعلق داشت.
این بنای یادبود همراه با محیط اطراف آن بیش از ۲۰٬۰۰۰ متر مربع را اشغال کرده‌است و توسط یک دریاچه مصنوعی ۱۲ کیلومتر مربعی احاطه شده. این مجسمه توسط لارسن اند توبرو ساخته شده‌است که قراردادی به مبلغ ۲٬۹۸۹ میلیون روپیه (۴۲۰ میلیون دلار آمریکا) برای طراحی و ساخت و ساز و تعمیر و نگهداری در اکتبر ۲۰۱۴ منعقد کرد. ساخت بنا در ۳۱ اکتبر ۲۰۱۴ آغاز و در اواسط ماه اکتبر ۲۰۱۸ اتمام یافت. مجسمه توسط رام وی. سوتار طراحی شده و توسط نخست‌وزیر هند، نارندرا مودی در ۳۱ اکتبر ۲۰۱۸ در سالگرد تولد پاتل افتتاح شد.

## تاریخچه
نارندرا مودی نخستین بار در ۷ اکتبر ۲۰۱۳ و در دهمین سالگرد انتصاب خود به‌عنوان سروزیر گجرات در یک کنفرانس مطبوعاتی آغاز این پروژه برای بزرگداشت والابای پاتل را اعلام کرد. در آن زمان، این پروژه تحت عنوان «ادای احترام گجرات به کشور» شناخته شده بود.
جهت حصول اطمینان از اجرای بی‌وقفهٔ این پروژه به‌طور کامل، یک انجمن جداگانه با نام «ائتلاف وحدت ملی سردار والابای پاتل» (SVPRET) به ریاست سروزیر، دولت گجرات تشکیل شد.

برای پشتیبانی از ساخت این تندیس، یک جنبش کمک‌رسانی تحت نام جنبش تندیس اتحاد تشکیل شد که با درخواست از کشاورزان برای اهدای تجهیزات کشاورزی استفاده‌شدهٔ خود، به تأمین آهن مورد نیاز برای ساخت این تندیس کمک کرد. تا سال ۲۰۱۶ در مجموع ۱۳۵ تن قراضهٔ آهن جمع‌آوری شده‌بود که حدود ۱۰۹ تن از آن پس از فرآوری برای ساخت فنداسیون تندیس مورد استفاده قرار گرفت. در ۱۵ دسامبر ۲۰۱۳ یک مسابقهٔ ماراتن تحت عنوان دویدن برای اتحاد جهت پشتیبانی از این پروژه در سورات، وادودارا برگزار شد.

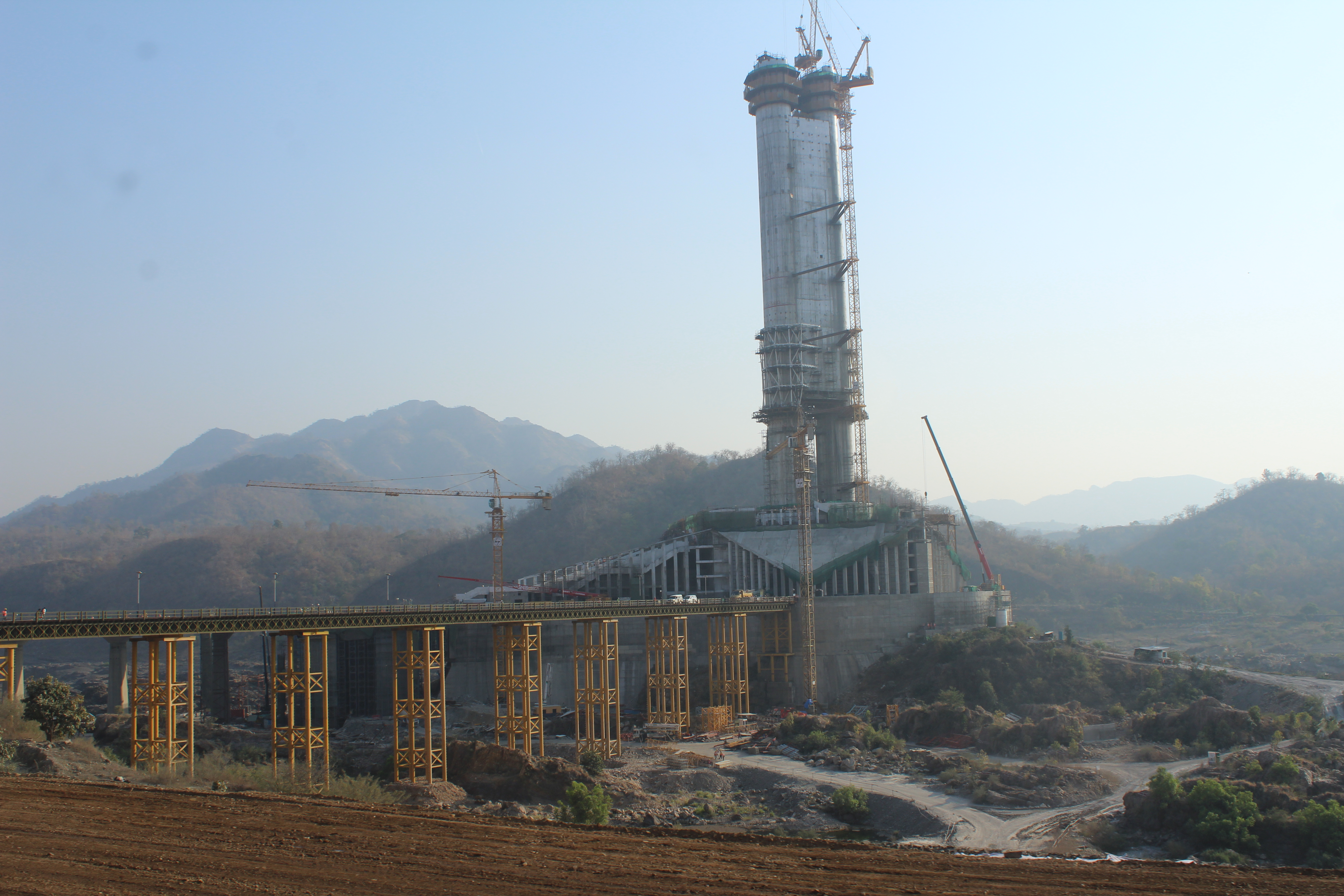
مجسمه در حال ساخت در ماه ژانویه ۲۰۱۸

## طراحی
این مجسمه والابای پاتل، یکی از برجسته‌ترین رهبران جنبش استقلال هند، اولین وزیر داخلی و همچنین اولین معاون نخست‌وزیر هند مستقل و مسئول ادغام صدها ایالت در جمهوری مدرن هند را به تصویر می‌کشد. 

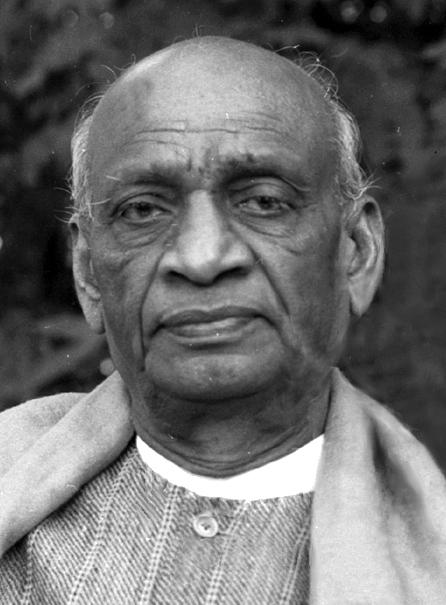
والالهبه پاتل یکی از برجسته‌ترین رهبران جنبش استقلال هند و مسئول اتحاد ۵۶۲ ایالت شاهزاده برای تشکیل مرز سیاسی مدرن هند بود.

پس از مطالعه مجسمه‌های پاتل در سراسر کشور، تیمی از مورخان، هنرمندان و دانشگاهیان طرحی را انتخاب کردند که توسط مجسمه‌ساز هندی رام وی سوتار ارسال شده بود. مجسمه وحدت ماکت بسیار بزرگ‌تری از مجسمه رهبر است که نصب شده‌است در فرودگاه بین‌المللی احمدآباد. آنیل سوتار، پسر رام سوتار، درمورد این طرح توضیح داد که، "بیان، حالت و ژست حیثیت، اعتماد به نفس، اراده آهنین و همچنین مهربانی را که شخصیت او نشان می‌دهد توجیه می‌کند. سر بالا است، شالی از شانه‌ها و دستها پرت می‌شود در کنار هستند، گویی که او قرار است راه برود ". در ابتدا سه مدل طراحی به ابعاد ۳ فوت (۰٫۹۱ متر)، ۱۸ فوت (۵٫۵ متر) و ۳۰ فوت (۹٫۱ متر) ایجاد شد. هنگامی که طراحی بزرگ‌ترین مدل تأیید شد، اسکن سه بعدی دقیق تولید شد که پایه ای برای ریخته‌گری برنز در یک کارخانه ریخته‌گری در چین بود.
پاهای پهن شده با دهتی و استفاده از صندل برای کفش باعث نازک‌تر شدن طرح در پایه نسبت به قسمت بالایی شده و در نتیجه بر پایداری آن تأثیر می‌گذارد. این مسئله با حفظ نسبت ظرافت ۱۶:۱۹ به جای نسبت مرسوم ۸:۱۴ سایر ساختمانهای بلند مرتفع شد. این مجسمه برای مقاومت در برابر بادهای تا ۱۸۰ کیلومتر در ساعت (۱۱۰ مایل در ساعت) و زمین لرزه‌هایی به بزرگی ۶٫۵ ریشتر که در عمق ۱۰ کیلومتری و شعاع ۱۲ کیلومتری مجسمه قرار دارند ساخته شده‌است. این با استفاده از دو توده تنظیم شده ۲۵۰ تنی کمک می‌شود دامپرهایی که حداکثر ثبات را تضمین می‌کنند.
ارتفاع کلی سازه ۲۴۰ متر (۷۹۰ فوت) است، با پایه ۵۸ متر (۱۹۰ فوت) و مجسمه به اندازه ۱۸۲ متر (۵۹۷ فوت) است. ارتفاع ۱۸۲ متر به‌طور خاص برای مطابقت با تعداد کرسی‌های مجلس قانونگذاری گجرات انتخاب شده‌است.

## بودجه
مجسمه وحدت توسط الگوی مشارکت عمومی و خصوصی ساخته شده‌است، و بیشتر پول توسط دولت گجرات جمع شده‌است. دولت ایالت گجرات ۵۰۰ کرور پوند (معادل ۶۰۷ کرور یا ۸۵ میلیون دلار آمریکا در سال ۲۰۱۹) برای این پروژه در بودجه خود از ۲۰۱۲ تا ۲۰۱۵ اختصاص داده بود. در بودجه سال‌های ۲۰۱۴–۲۰۱۵ اتحادیه، ۲۰۰ کرور پوند (معادل ۲۵۷ کرور پوند یا ۳۶ میلیون دلار آمریکا در سال ۲۰۱۹) برای ساخت مجسمه اختصاص داده شده‌است. وجوه همچنین توسط مشارکت‌های بخش عمومی تحت طرح مسئولیت اجتماعی شرکت‌ها کمک می‌شد.

## ویژگی‌ها
مجسمه اتحاد با ۱۸۲ متر (۵۹۷ فوت) بلندترین مجسمه جهان است. ۵۴ متر (۱۷۷ فوت) بالاتر از رکورددار قبلی، معبد بهار بودا در استان هنان،چین است. بلندترین مجسمه قبلی در هند مجسمه لرد هانومان با طول ۴۱ متر (۱۳۵ فوت) در معبد پاریتالا آنجانیا نزدیک ویجایاوادا در ایالت آندرا پرادش بود. مجسمه را می‌توان در شعاع ۷ کیلومتری (۴٫۳ مایل) مشاهده کرد.